# Герхард I (Юлихгау)
Герхард I (на немски: Gerhard I) от Дом Юлих е граф в Юлихгау (Pagus Juliacensis) в Долна Лотарингия през 1003 – 1029 г.

## Произход
Преди него граф е Готфрид от Юлих († 1 юни сл. 949) от фамилията Матфриди. През началото на 11 век в Юлихгау се появява графският род с името Герхард, които първо са графове в Юлихгау.

## Деца
- Евергард († ок. 1051), който има син Герхард II († 1081).